# صالح حسن سميع
 صالح حسن صالح سميع ولد في قرية (حصن صالح)، في عزلة (الأهجر)، في مديرية (شبام كوكبان) في محافظة المحويت، وفيها تلقى علومه الأولية في الكُتّأب، ثم انتقل إلى مدينة صنعاء عام 1388هـ/1968م، فالتحق بالتعليم النظامي. يشغل حاليا منصب محافظ محافظة المحويت منذ العام 2016.

## السيرة الذاتية
- التحق بكلية الشرطة وتخرج منها عام 1395هـ/1975م،
- التحق بكلية الشريعة والقانون بجامعة صنعاء، وتخرج منها عام 1400هـ/1980م وكان ترتيبه الأول على دفعته
- حصل على درجة الماجستير في فلسفة القانون من كلية الحقوق في جامعة (عين شمس) في مدينة القاهرة عام 1402هـ/1982م،
- حصل على درجة الدكتوراه في نفس التخصص ومن نفس الكلية.
- تعين معيدا في كلية الشريعة والقانون بجامعة صنعاء عام 1400هـ/1980م،
- تعين بعد حصوله على درجة الدكتوراه محاضرًا في القانون الدستوري والسلطة المحلية في الكلية نفسها

## مناصب ووظائف
- تعين عام 1415هـ/1995م وكيلاً لوزارة الداخلية لقطاع التدريب والتأهيل .
- محافظًا لمحافظة مأرب عام 1420هـ/1999م،
- وزيرًا لشئون المغتربين عام 1428هـ/2007م * يعمل مدرساً بجامعه صنعاء لمادة القانون الدستوري والنظم السياسية.
- عضوا اللجنة التحضيرية للحوار الوطني
- عمل ضمن لجان الحدود اليمنية السعودية (لجنة الخبراء- لجنة تجديد علامات الطائف- اللجنة العسكرية)
- وزيرا للكهرباء والطاقة 2011 - 2014.[2]
- محافظ محافظة المحويت 2016 - ؟.[1]